# Сими Вали (Калифорния)
Сими Вали (на английски: Simi Valley) е град в окръг Вентура в щата Калифорния, САЩ. Сими Вали е с население от 119 987 жители (2004) и обща площ от 102,10 км² (39,40 мили²). В Сими Вали се намира Президентската библиотека „Роналд Рейгън“, която е посветена на 40-ия президент на САЩ. Сими Вали е градът в който се води делото „Родни Кинг“, което става причина за известните безредици и погроми в Лос Анджелис през 1992 г., заради решението на съда в което са оправдани полицаи от Лосанджелиското полицейско управление обвинени в расова саморазправа срещу афроамериканския шофьор Родни Кинг.